# New Town (Dakota del Norte)
New Town es una ciudad ubicada en el condado de Mountrail en el estado estadounidense de Dakota del Norte. En el censo de 2010 tenía una población de 1925 habitantes y una densidad poblacional de 580,21 personas por km².

## Geografía
New Town se encuentra ubicada en las coordenadas 47°59′5″N 102°28′56″O / 47.98472, -102.48222. Según la Oficina del Censo de los Estados Unidos, New Town tiene una superficie total de 3.32 km², de la cual 3.32 km² corresponden a tierra firme y (0%) 0 km² es agua.

## Demografía
Según el censo de 2010, había 1925 personas residiendo en New Town. La densidad de población era de 580,21 hab./km². De los 1925 habitantes, New Town estaba compuesto por el 17.77% blancos, el 0.16% eran afroamericanos, el 76.42% eran amerindios, el 0.1% eran asiáticos, el 0.05% eran isleños del Pacífico, el 1.25% eran de otras razas y el 4.26% pertenecían a dos o más razas. Del total de la población el 4.31% eran hispanos o latinos de cualquier raza.